# 코모도어 65

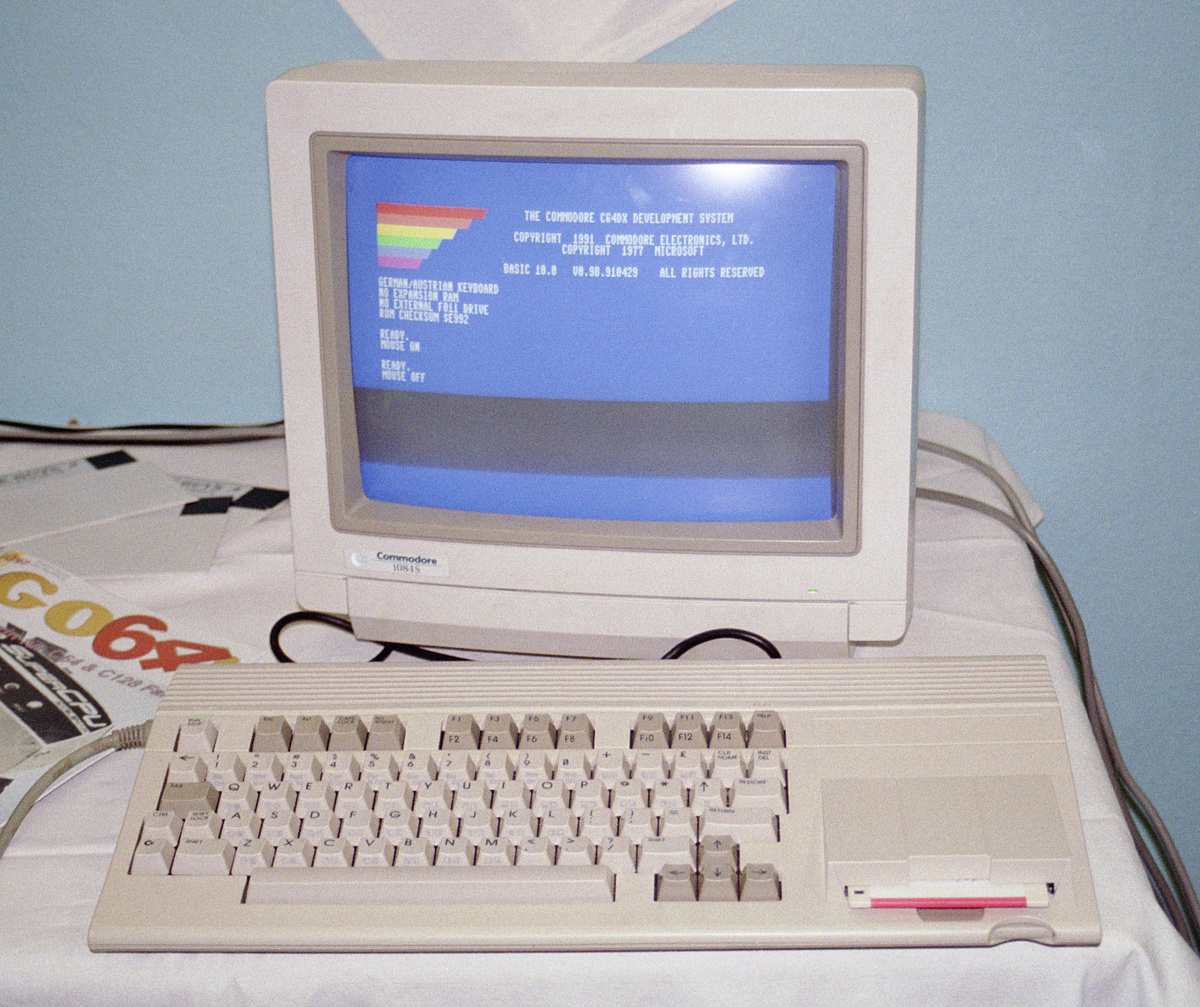
코모도어 65 프로토타입

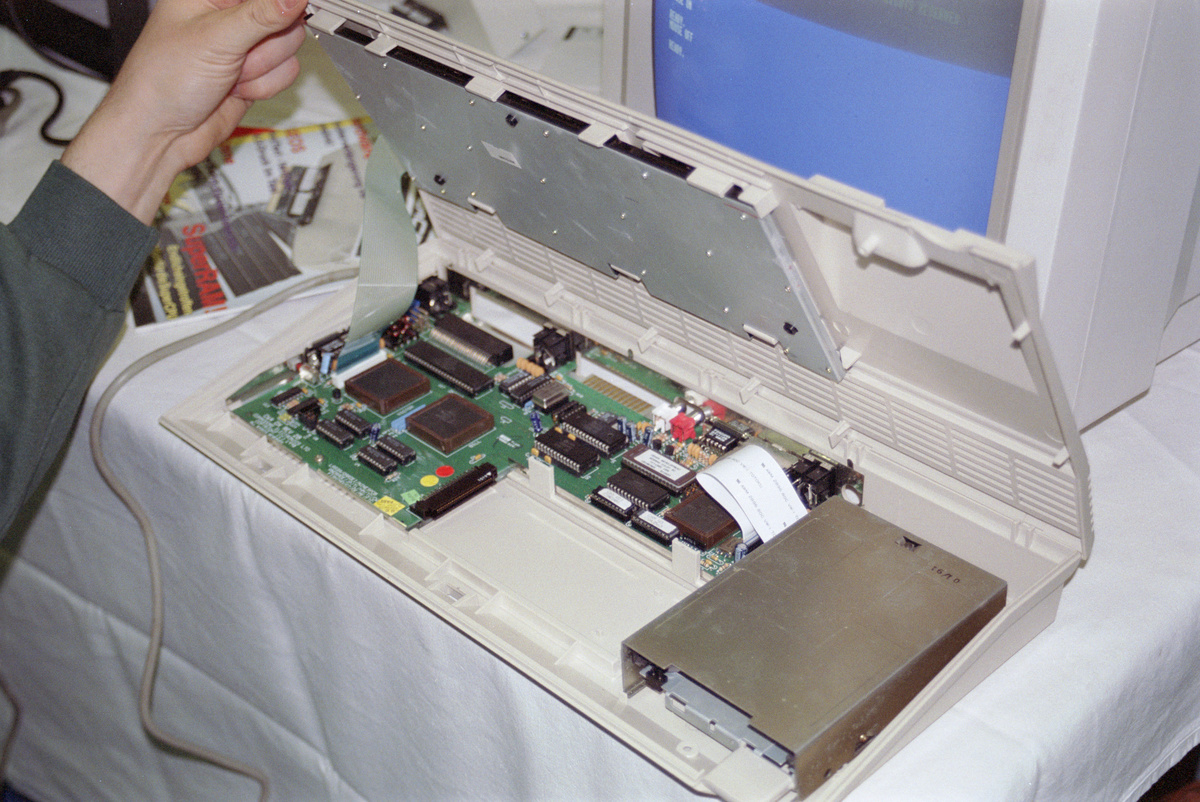
내부 디스크 드라이브를 드러낸 코모도어 65

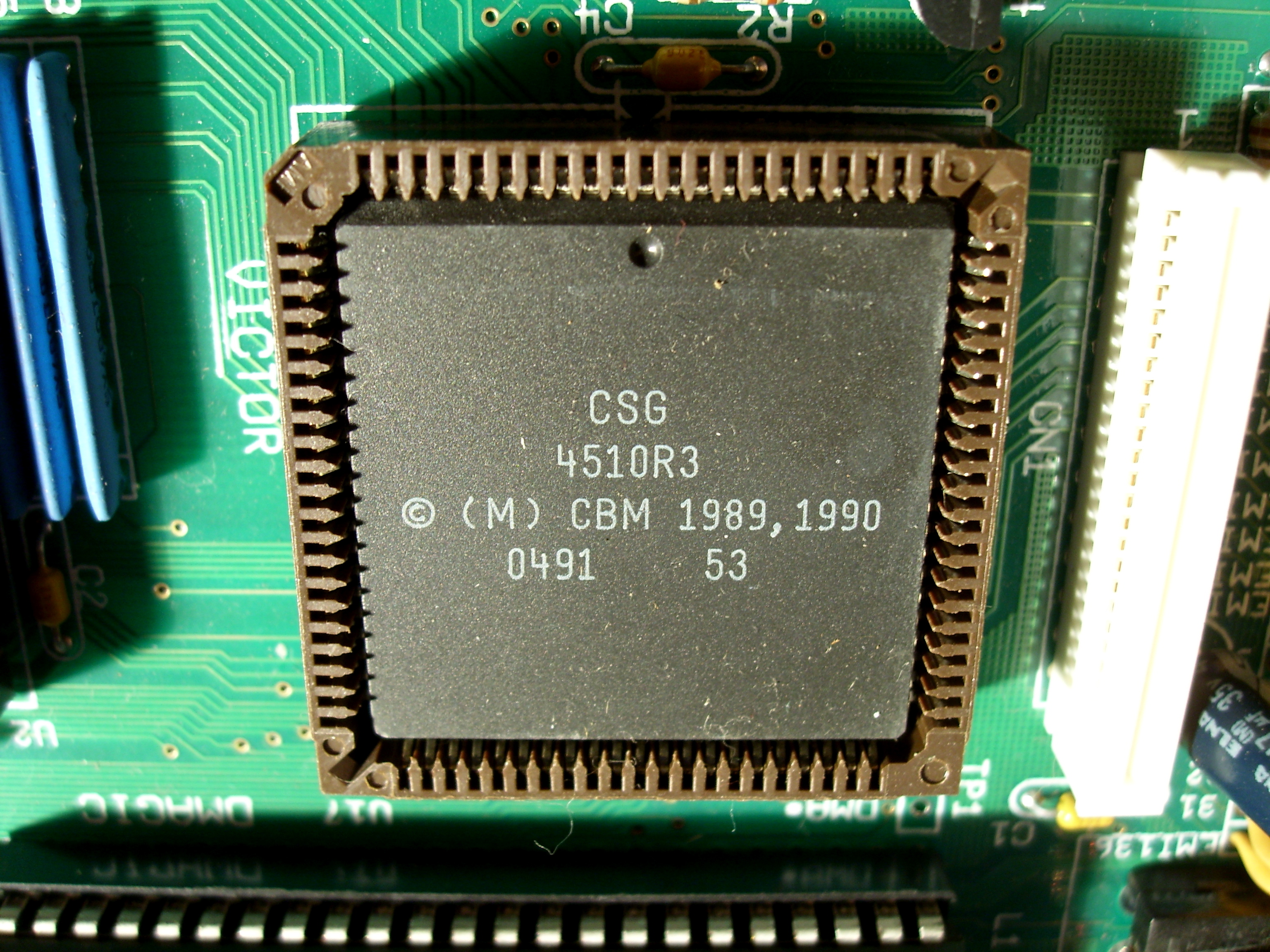
CSG 4510 ("빅터")

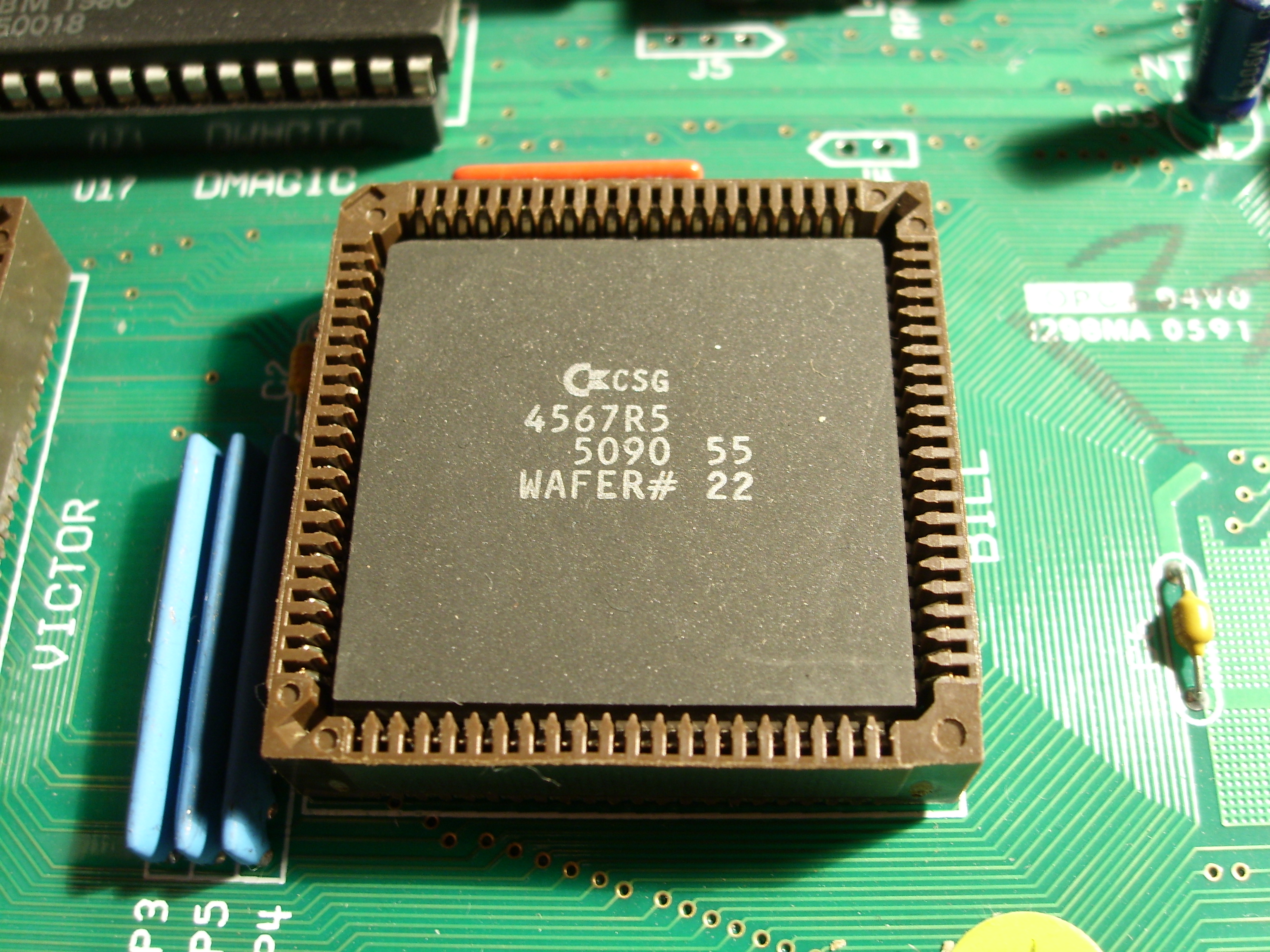
CSG 4567 ("빌")

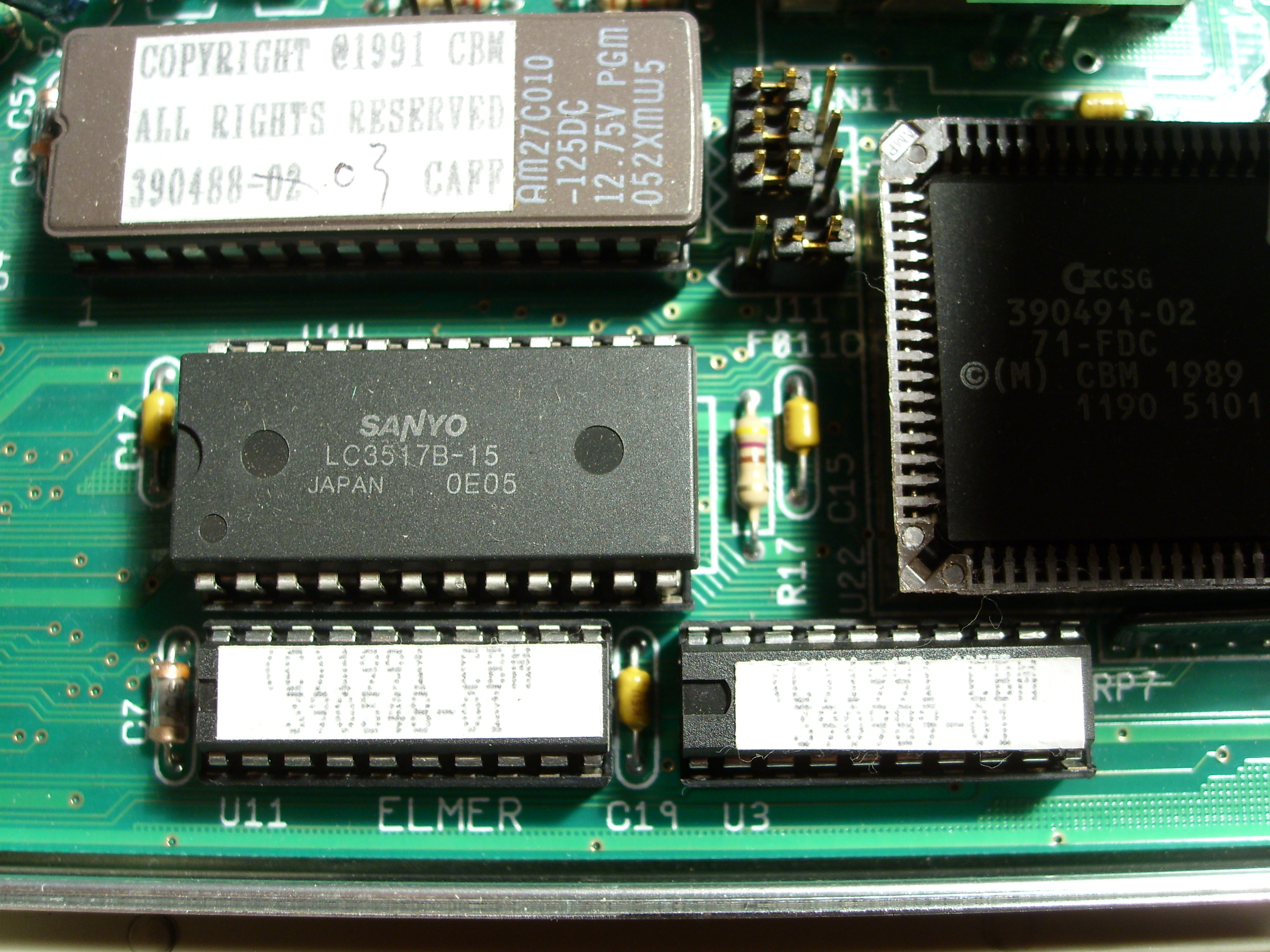
"엘머"와 "이고르" (프로그래머블 로직)

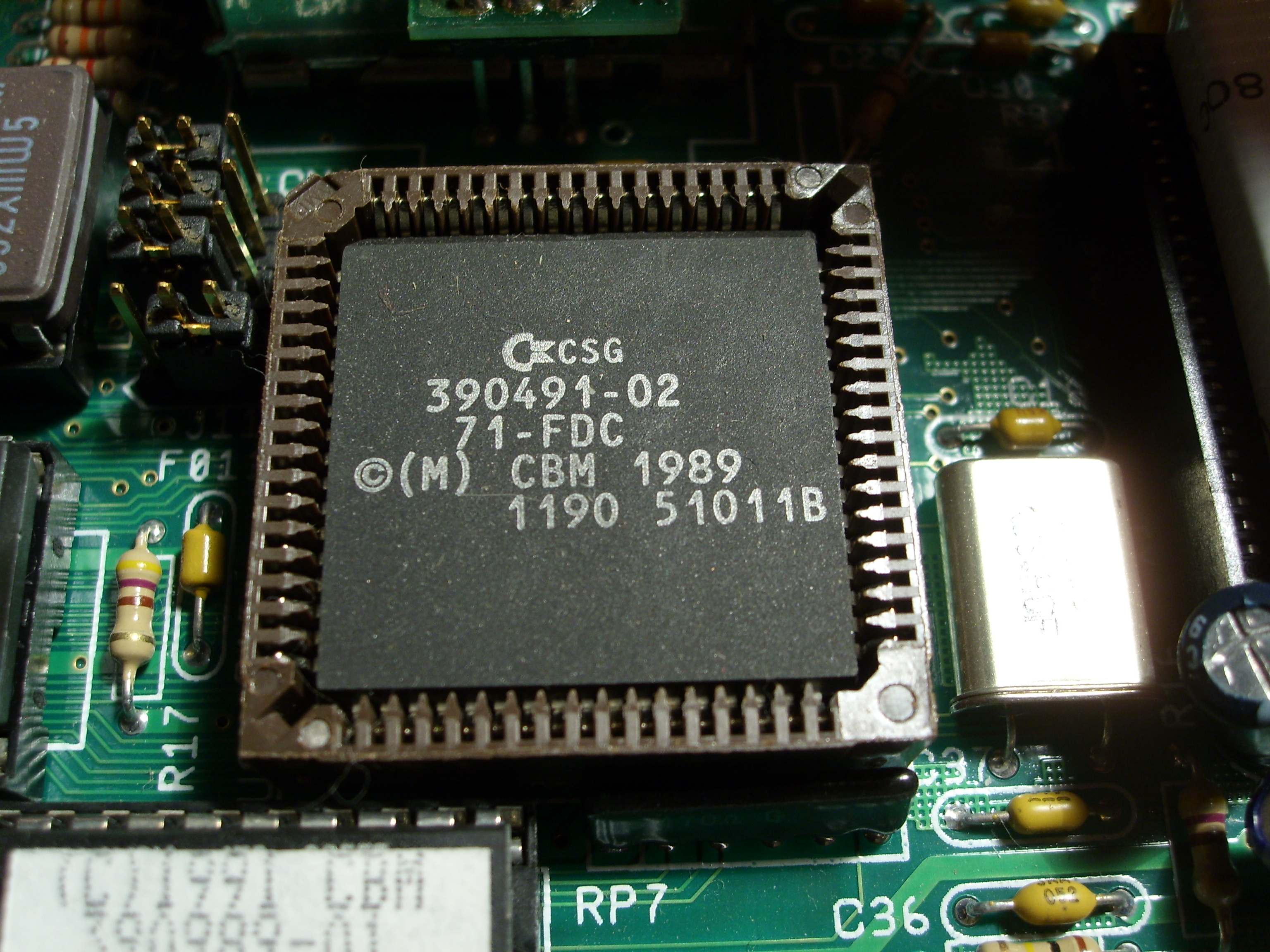
F011B (플로피 디스크 컨트롤러)

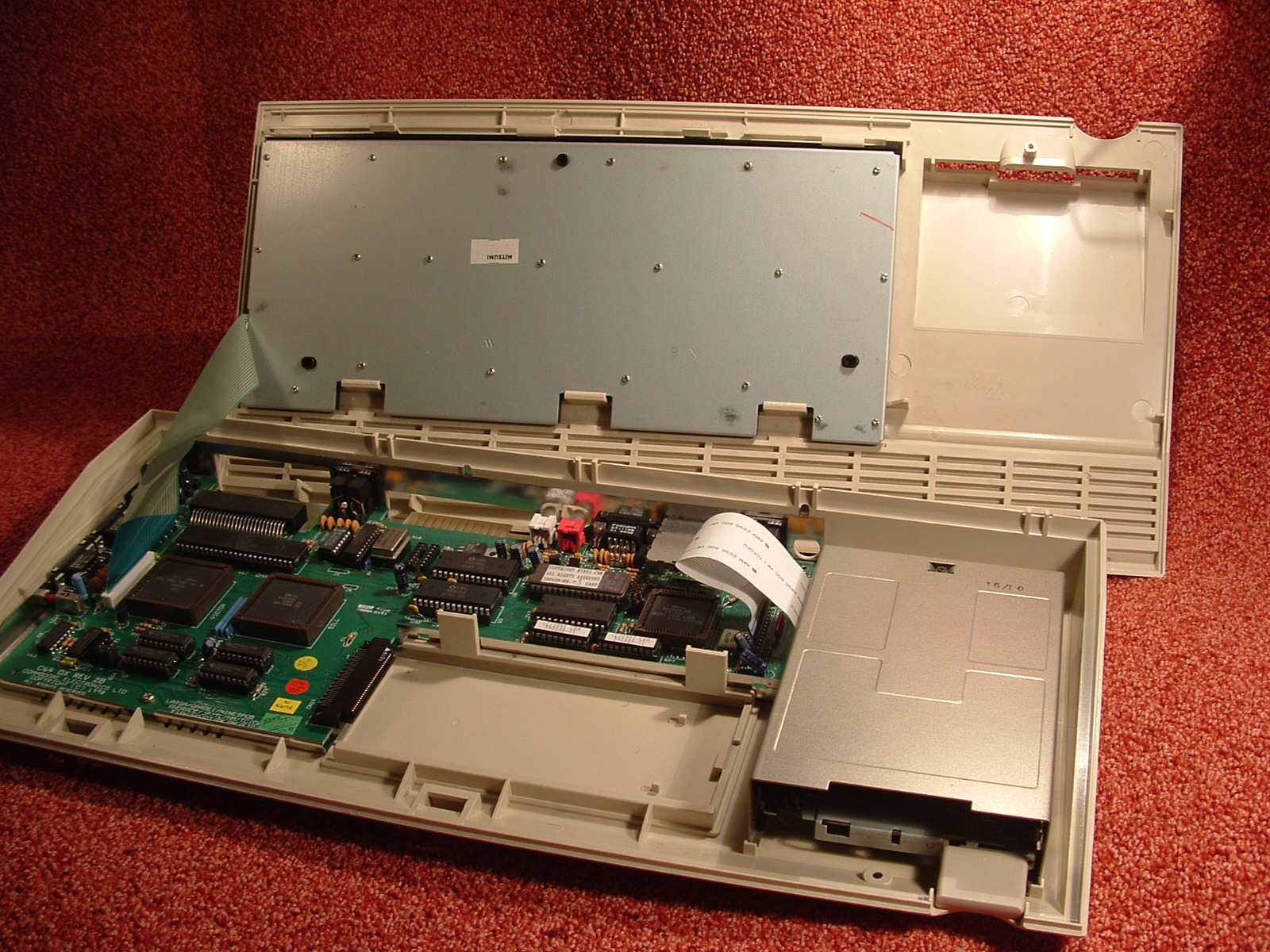
개방된 섀시

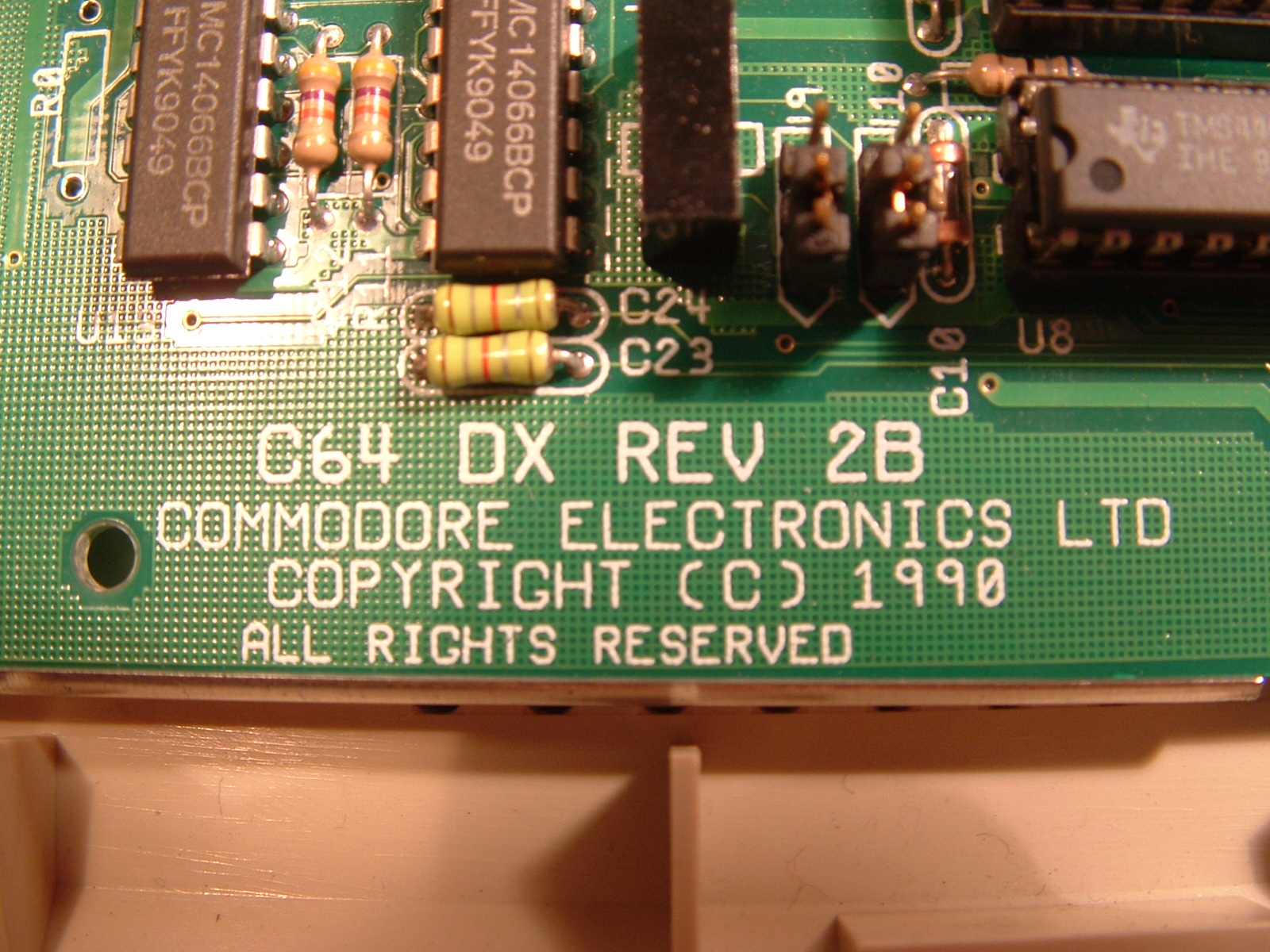
메인보드 각인

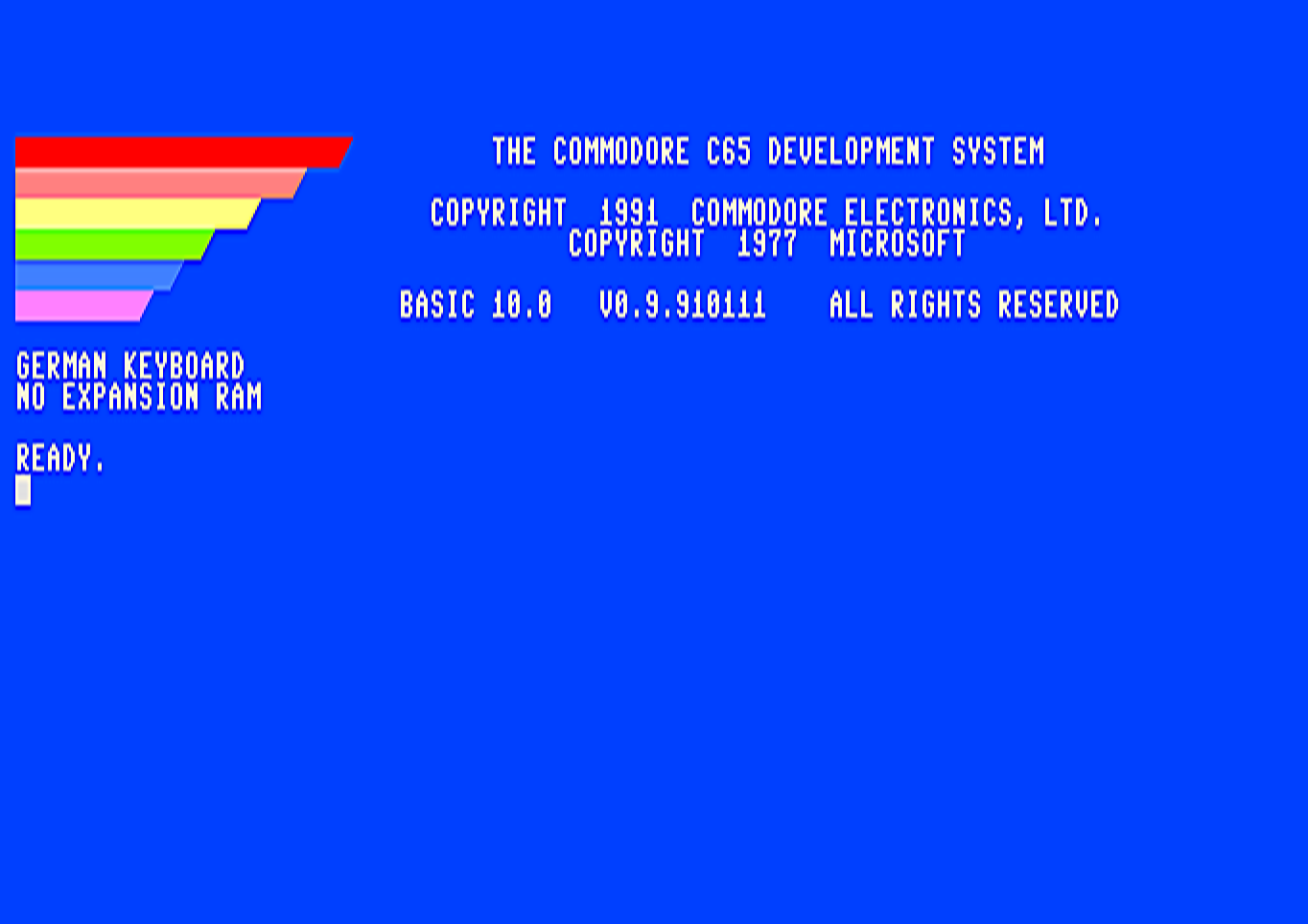
시작 화면

코모도어 65(Commodore 65) 또는 C64DX는 1990년에서 1991년 사이에 코모도어 비즈니스 머신스에서 제작된 프로토타입 컴퓨터이다. 코모도어 64의 개선된 버전으로, 이전 컴퓨터와 하위 호환성을 유지하면서도 아미가에 가까운 여러 고급 기능을 제공하도록 설계되었다.

## 역사
1989년 9월 Compute!'s Gazette는 "64의 판매가 급격히 줄어들었고, 닌텐도가 시장의 큰 부분을 잠식했으며, 이 오래된 컴퓨터의 수명은 어떻게든 연장되어야 한다"고 언급했다. 애플이 애플 II 라인의 수명을 연장하기 위해 IIGS를 개발했음을 지적하며, 잡지는 "코모도어도 같은 전술을 취할 것인가?"라고 물은 뒤 다음과 같이 이어나갔다.
최신 루머에 따르면 그렇다. 우리는 코모도어에서 새로운 기계, 즉 64GS와 같은 기계에 대한 여러 출처의 보고를 들었다. 이 기계는 65816 마이크로프로세서(6502 칩의 16비트 버전)의 한 버전인 GE802로 구동되며 4MHz로 작동한다(비교하자면 64는 1MHz, 아미가는 7MHz 약간 상회). 128K RAM이 제공되며 1MB까지 확장 가능하다. 완전히 확장되면 256색을 지원한다. 최대 해상도는 놀라운 640 X 400 픽셀이다. 우리는 또한 64 모드를 가지고 있어 64 소유자가 훨씬 강력한 기계를 구입하고도 기존 소프트웨어 라이브러리를 사용할 수 있다고 들었다. 64GS는 3.5인치 디스크 드라이브가 내장되어 있으며 1581을 지원할 것으로 보고되었다. 하지만 우리 소식통에 따르면 1541이나 1571 드라이브는 지원하지 않는다(음, 실례합니다, 제발 소시지를 건네주세요). 새로운 기계의 사운드에 대해 우리가 들은 것은 "향상되었다"는 것과 스테레오 출력을 제공한다는 것뿐이다. 마지막 정보는 64GS가 11월에 출시될 때 300~350달러 범위에서 소매될 것이라는 것이다.

가제트는 "우리 소식통은 코모도어 내부에서 이 기계를 출시해야 하는지에 대한 상당한 내분이 있다고 보고했다. 영업팀은 이 기계를 빨리 출시하고 싶어하는 반면, 반대하는 엔지니어들은 이를 '플러스/4의 아들'이라고 불렀다"고 덧붙였다. 다음 호에서는 "최신 루머는 그러한 기계가 결코 빛을 보지 못할 것이라는 것"이라고 보도했지만, 1990년에서 1991년 사이 코모도어의 프레드 보웬과 다른 사람들은 C64의 후속작으로 코모도어 65 (C65)를 개발했다. 1990년 말에 C65를 개발하기로 결정했다. 이 프로젝트는 1991년 코모도어 회장 어빙 굴드에 의해 취소되었다.
1994년 코모도어 인터내셔널이 청산될 때, 여러 프로토타입이 공개 시장에서 판매되었고, 따라서 소수의 사람들이 실제로 코모도어 65를 소유하게 되었다. 공개 시장에서 발견된 실제 기계 수는 50대에서 2000대 사이로 추정된다. C65 프로젝트가 취소됨에 따라 CBM의 최종 8비트 제품은 1985년의 트리플 모드, 1–2 MHz, 128 KB (확장 가능), C64 호환 코모도어 128로 남았다.

## 기술 사양
- CPU는 CSG 4510 R3으로 명명되었으며, 맞춤형 CSG[5] 65CE02 (MOS 6502 파생형)이며, 두 개의 MOS 6526 복합 인터페이스 어댑터(CIA), UART 직렬 인터페이스, 그리고 1 MB[6]의 주소 지정 가능한 공간을 허용하는 메모리 매퍼와 결합되었다.
- 3.54 MHz 클록 주파수 (C64는 1 MHz로 작동)
- 새로운 VIC-III 그래픽 칩인 CSG 4567 R5는 4096색 팔레트에서 256색을 생성할 수 있다. 사용 가능한 모드에는 320×200×256 (8), 640×200×16 (4), 640×400×16 (4), 1280×200×4 (2), 1280×400×4 (2) (X×Y×색 깊이, 즉 색상 수 (비트 플레인))가 포함된다.
  - VIC-II의 모든 비디오 모드를 지원한다.
  - 40/80 × 25 문자의 텍스트 모드
  - 외부 비디오 소스와 동기화 가능 (젠록)
  - 통합 DMA 컨트롤러 (비트 블릿)
- 두 개의 CSG 8580R5 SID 사운드 칩이 스테레오 사운드를 생성한다 (C64는 하나의 SID를 가지고 있음)
  - 볼륨, 필터 및 변조를 위한 개별 제어 (좌/우)
- 128 KB RAM, 코모도어 아미가 500과 유사한 RAM 확장 포트를 사용하여 최대 1 MB[6]까지 확장 가능
- 128 KB ROM
- 대폭 개선된 BASIC: 코모도어 베이직 10.0 (C64는 이 시점에 거의 10년이 지난 상대적으로 기능이 약한 베이직 2.0을 가지고 있었다.)
- 하나의 내부 3½" DSDD 플로피 디스크 드라이브
- 77개 키와 역T자형 방향 커서 블록을 갖춘 키보드

### 포트
왼쪽:
- 전원 +5 V DC (2.2 A) 및 +12 V DC (0.85 A)[6]
- 2× 제어 포트 DE9M[6]

뒤쪽:
- 확장 포트 50핀[6]
- CBM-488 버스 6핀 DIN (for 1541/1571/1581)[6]
- 사용자 포트: 병렬 24핀 (9 V AC 없음)[6]
- 스테레오 2× RCA 단자[7] (좌우 채널용)[6]
- RGBA 비디오 DE9F[6][8]
- RF 비디오[6]
- 컴포지트 비디오 8핀 DIN[6]
- 외부 고속 플로피 드라이브 포트 — 미니 DIN-8[6]

하단 플랩:
- RAM 확장[6]

크기: 약 46 cm 너비, 20 cm 깊이, 5.1 cm 높이

### 칩셋 이름
C65의 맞춤형 칩들은 아미가의 맞춤형 칩들처럼 이름을 가질 의도가 없었다. 비록 회로 기판의 다양한 개정판에 칩 소켓 근처에 이름이 인쇄되어 있지만, 그것들은 칩의 이름으로 의도된 것이 아니었다. 전 코모도어 엔지니어 빌 가르데이(Bill Gardei)에 따르면,
PCB의 표시는 조직 내 다른 사람들에게 칩에 대한 조언을 구할 사람을 알리는 것이었다. 우리는 그것에 문제가 있었다. 그러나 그것은 그 당시 칩의 이름이 아니었다. 4567은 항상 VIC-3라고 불렸다. 코모도어 외부의 사람들이 왜 그런 연결을 했는지 이해할 수 있다. 하지만 다시 말하지만, 우리는 이 칩들을 "빅터"나 "빌"이라고 부르지 않았다.

C65의 맞춤형 칩은 다음과 같다:
- CSG 4510: 프로세서 (빅터 안드라데의 이름을 따서 일반적으로 "빅터"라고 불림)
- CSG 4567: VIC-III 그래픽 프로세서 (빌 가르데이의 이름을 따서 일반적으로 "빌"이라고 불림)
- CSG 4151: DMAgic DMA 컨트롤러 (폴 라사가 설계)
- F011C: FDC (플로피 디스크 컨트롤러, 빌 가르데이도 설계)

C65는 버전에 따라 하나 또는 두 개의 프로그래머블 로직 어레이를 포함한다:
- ELMER: PAL16L8 (C65 버전 1.1, 2A, 2B), PAL20L8 (C65 버전 3–5)
- IGOR: PAL16L8 (C65 버전 2B만 해당)

### 그래픽 서브시스템
C65의 메인 메모리는 그래픽 서브시스템과 CPU 간에 공유된다. 메모리 클록은 C64의 거의 두 배 속도로 작동한다. 그래픽 서브시스템의 대역폭을 더욱 늘리기 위해 메모리는 64KB의 2x 8비트 폭 뱅크로 나뉘어 CSG-4567에 의해 동시에 접근될 수 있다. 이는 7.2MB/s의 유효 비디오-DMA 대역폭을 제공하며, 이는 원래 16비트 코모도어 아미가 칩셋(OCS/ECS)과 동일한 사양이다. CPU는 한 번에 하나의 8비트 뱅크에만 접근할 수 있으므로 사용 가능한 대역폭의 절반까지 사용할 수 있다. 더 높은 비디오 모드에서는 비디오 컨트롤러의 사이클 스틸링 증가로 인해 CPU 속도가 느려진다.

#### 향상된 VIC-II 모드
CSG-4567은 모든 C64 비디오 모드를 가지고 있을 뿐만 아니라, "깜빡임" 또는 "굵게"와 같은 몇 가지 새로운 문자 속성을 지원하며, 새로운 또는 기존 비디오 모드를 80컬럼 또는 640 수평 픽셀 형식으로 표시할 수 있으며, 이전의 40컬럼 320 픽셀 형식도 지원한다 [6]. 이 향상된 "VIC-II" 모드는 최대 16KB의 시스템 RAM을 사용한다. 모든 VIC 모드에서 스프라이트 기능은 C64와 동일하다.

##### 비트플레인 모드
새로운 "비트플레인" 비디오 모드가 추가되어 진정한 비트플레인 유형의 비디오를 표시할 수 있게 되었다. 320 픽셀 모드에서는 최대 8개의 비트플레인을, 640 픽셀 모드에서는 최대 4개의 비트플레인을 사용할 수 있다. CSG-4567은 또한 비트플레인을 시간 분할하여 진정한 4색 1280 픽셀 화면을 제공할 수 있다. 수직 해상도는 표준 200 라인으로 유지되지만, 인터레이스를 통해 400 라인으로 두 배가 될 수 있다 [6]. VIC-III 비트플레인 모드는 비인터레이스 모드에서 최대 64KB의 시스템 RAM을, 인터레이스(400 라인) 모드에서 128KB의 RAM을 사용한다. C65는 기본 구성에서 128KB만 탑재되어 있으므로, 이 모드들은 전체 RAM을 소비하게 되므로 RAM 확장 시스템에서만 유용하다. 기본 시스템에서는 이러한 모드들이 제한된 RAM 공간을 덜 소비할 뿐만 아니라, 더 많은 비트플레인이 더 높은 비디오 DMA 대역폭을 요구하고 결과적으로 CPU 속도를 저하시킬 수 있으므로, 덜 까다로운 해상도와 더 적은 비트플레인을 사용하는 소프트웨어를 작성하는 것이 더 합리적이었을 것이다.

#### DAT 및 블리터
C65의 비트플레인은 예를 들어 코모도어 아미가와 같이 픽셀의 직선 행으로 비트플레인을 구성하는 방식보다 덜 직관적인 방식으로 조직된다. C65에서는 비트플레인 내의 바이트가 원래 320x200 VIC 모드와 유사하게 8개의 연속 바이트 스택이 40 또는 80개 쌓인 25개 행으로 조직된다. 이로 인해 XY 좌표 프레임 내의 위치에서 개별 바이트 및 픽셀 주소를 파생하기가 더 어려워지기 때문에 C65는 하드웨어에서 Display Address Translator(DAT)라는 변환 메커니즘을 제공한다.
프로그래머에게 추가적인 도움은 비트 블리터 형태로 제공되며, 이는 다음을 지원한다.
- 복사(위, 아래, 반전), 채우기, 교환, 혼합(부울 최소항), 유지, 모듈러스(창), 인터럽트 및 재개 모드
- 1바이트에서 64KB까지의 블록 작업

### DOS
코모도어의 이전 8비트 컴퓨터들과는 달리, C65는 내장된 3.5인치 플로피 디스크 드라이브를 제어할 수 있는 완전한 DOS를 가지고 있다. C65에서 사용되는 디스크는 880KB의 저장 용량을 가지며, 드라이브는 C1581과 호환된다. 이 형식은 이전 C64 사용자들에게는 흔치 않았으므로, C65는 외부 코모도어 디스크 드라이브를 위한 직렬 IEC 포트를 유지한다. 1541, 1571, 1581 또는 다른 유사 모델을 사용할 수 있다.
DOS 자체는 코모도어 PET IEEE 8250 드라이브 DOS를 기반으로 한다. 내장 드라이브를 포함하여 두 개의 플로피 디스크 드라이브만 처리할 수 있으므로, 하나의 외부 드라이브만 내부 플로피 디스크 컨트롤러에 연결할 수 있다. 이전 시스템과 마찬가지로, IEC 포트에는 최대 4개의 드라이브를 데이지 체인 방식으로 연결할 수 있다.

### 인터페이스
C65는 C64와 동일한 포트를 포함한다. 또한 메모리 확장을 위한 DMA 포트가 있다. 후자는 아미가 500과 마찬가지로 보드 바닥의 플랩을 통해 연결된다. 내장 플로피 디스크 드라이브는 병렬로 연결되며, 직렬 코모도어 드라이브는 일반적인 IEC 포트를 통해 연결할 수 있다. 젠록을 위한 플러그도 제공되었다. C64 데이터셋을 위한 포트는 더 이상 없으며, 사용자 포트는 C16과 유사하게 Aldi C64처럼 9볼트 AC 라인이 없다. 확장 포트는 이전 C64 변형과 크게 다르며 오히려 C16의 것과 유사하다.

## 유산
코모도어 65는 프로토타입이었기 때문에 많은 양이 생산되지 않았다. 만약 이베이에 등장한다면 약 20,000달러에 팔릴 수 있다.

### MEGA65
2015년, Museum of Electronic Games & Art (MEGA)는 코모도어 65의 재현을 발표했다. 코모도어 64와도 하위 호환되는 MEGA65는 FPGA로 재현된 코모도어 65 호환 하드웨어를 특징으로 하며, HDMI, MicroSD 카드, LAN과 같은 최신 커넥터를 지원한다.
2020년 9월, 사전 출시 개발자 키(r3)는 매진되었으며, 2020년 말까지 총 100대의 시스템이 배송되었다.
2021년 9월 30일, C65 케이스가 재현된 MEGA65의 최종 버전이 사전 주문 가능해졌다. 첫 번째 400대 배치는 2022년 5월 현재 매진되어 고객에게 배송되었다.
2023년 5월 10일 현재, 두 번째 400대 배치도 매진되어 고객에게 배송되었다.
세 번째 배치는 몇 달 뒤에 나왔으며, 메인보드에 몇 가지 기술적 업데이트가 적용되었다. (참조 추가 예정) 작성 시점(2024년 10월) 현재 MEGA65는 더 이상 배치별로 배송되지 않고 바로 구매할 수 있다.

## 더 읽어보기
- On the Edge: The Spectacular Rise and Fall of Commodore (2005), Variant Press. ISBN 0-9738649-0-7.